# Roman Pavlioutchenko
'Roman Anatolievitch Pavlyuchenko (en russe : Роман Анатольевич Павлюченко, en anglais : Roman Pavlyuchenko) est un footballeur international russe, né le 15 décembre 1981 à Mostovskoï (en) (kraï de Krasnodar) en Russie. Il joue au poste d'avant-centre.
Il évolue toute sa carrière en Russie, à part un passage de quatre ans en Angleterre à Tottenham Hotspur, notamment au Spartak Moscou et il termine meilleur buteur du championnat russe en 2006 et en 2007.
Il est l'un des hommes forts de la Russie lors de l'Euro 2008 où la sélection atteint la demi-finale de la compétition.

## Biographie

### En club

#### Débuts en Russie (1999-2002)
Roman Pavlioutchenko commence sa carrière avec le club du Dinamo Stavropol évoluant en deuxième division. Il ne joue qu'une seule saison avec le club, faisant 31 apparitions en championnat et marquant 11 buts.
Pavlioutchenko a été à Rotor Volgograd en 2000, bien que le déménagement ait été effectué à l'été 1999, malgré le refus du président Rochus Shohu. Lors de son premier match, Pavliouchenko a fait ses débuts pour le club contre Elista où il a reçu un carton rouge après avoir frappé un joueur adverse au visage. Le 8 juillet 2000, Pavlioutchenko a marqué son premier but contre Rostov où lors de sa première saison, il a disputé 16 matches et marqué 5 buts. Le club a terminé 11e de la ligue. Lors de sa deuxième saison, Pavlioutchenko a disputé 28 matches et marqué 5 buts tandis que le club a terminé 10e de la ligue. À sa troisième saison, Pavlioutchenko a disputé 21 matchs et a marqué 4 fois.

#### Confirmation au Spartak Moscou (2003-2008)
Pavlioutchenko est transféré au Spartak Moscou au printemps 2003. Le 15 mars, il fait ses débuts pour sa nouvelle équipe face à Moscou et marque son premier but contre Alania Vladikavda. Il remporte la Coupe de Russie à l'issue de sa première saison face à FK Rostov (1-0). Lors de ses deux premières saisons avec le club, il marque 10 buts en championnat, puis 11 lors de la troisième. Il est devenu le premier joueur du Spartak Moscou à terminer meilleur buteur du championnat avec 18 buts en 2006. Le club a même failli remporter le titre national cette année là mais a fini vice-champion derrière le CSKA Moscou avec le même nombre de points mais une différence de buts inférieure. En 2007, Pavlioutchenko termine de nouveau meilleur buteur du championnat avec 14 buts. Cette même saison, il marque le premier but du Spartak lors de la victoire en Ligue des champions face au Sporting Lisbonne (3-1), terminant à la troisième place du groupe derrière le Bayern Munich et l'Inter Milan, se qualifiant pour la Coupe UEFA.
Lors de sa dernière saison, il ne dispute que 14 rencontres en championnat et marque 6 buts. Lors de tours de qualification pour la Ligue des champions, le Spartak affronte le Celtic Glasgow. Le match aller se termine sur le score de 1-1, avec Pavlioutchenko buteur. Au match retour, il est buteur de nouveau mais rate un penalty (1-1). Le Spartak s'incline aux tirs au but.
Joueur apprécié par les supporters en raison de sa loyauté envers le club, Roman Pavlioutchenko termine meilleur buteur du club depuis 2003.

#### Tottenham Hotspur (2008-2012)
Ses excellentes prestations lors de l'Euro 2008 le conduisent jusqu'au championnat anglais, où il est recruté par Tottenham Hotspur pour 18 millions d'euros. Le 24 septembre 2008, il marque son premier but avec les Spurs face à Newcastle en League Cup (2-1). Le 12 novembre, lors du tour suivant de la compétition, il inscrit un doublé face à Liverpool (victoire 4-2). Malgré un talent évident, il ne confirmera pas toujours les attentes placées en lui. Capable du meilleur comme du pire, il sera régulièrement le second choix pour son entraîneur Harry Redknapp qui lui préfère d'autres attaquants présents au club londonien comme Jermain Defoe, Peter Crouch, Robbie Keane ou plus récemment Emmanuel Adebayor. Le 21 janvier 2009, il qualifie Tottenham en finale de la Coupe de la Ligue anglaise en marquant lors de la prolongation de la demi-finale retour contre Burnley (3-2). Le 1er mars 2009, Tottenham s'incline en finale contre Manchester United aux tirs au but (0-0 ; 4-1 t.a.b.).
Lors de la saison suivante, il est attaquant de quatrième choix derrière Robbie Keane, Peter Crouch et Jermain Defoe et est lié à un départ du club, les rumeurs l'envoyant notamment à la Roma, l'AC Milan ou encore à West Ham United, un rival des Spurs. Pavlioutchenko reste finalement à Tottenham et marque son premier but de la saison en League Cup face à Doncaster Rovers (1-5). Laissé régulièrement sur le banc lors de la première partie de la saison, il marque ses premiers buts en Premier League le 21 février 2010 en signant un doublé contre Wigan Athletic (0-3). Il termine sa saison avec 10 buts en 23 matchs et Tottenham termine à la quatrième place du championnat et se qualifie pour la Ligue des champions pour la première fois depuis 1962.

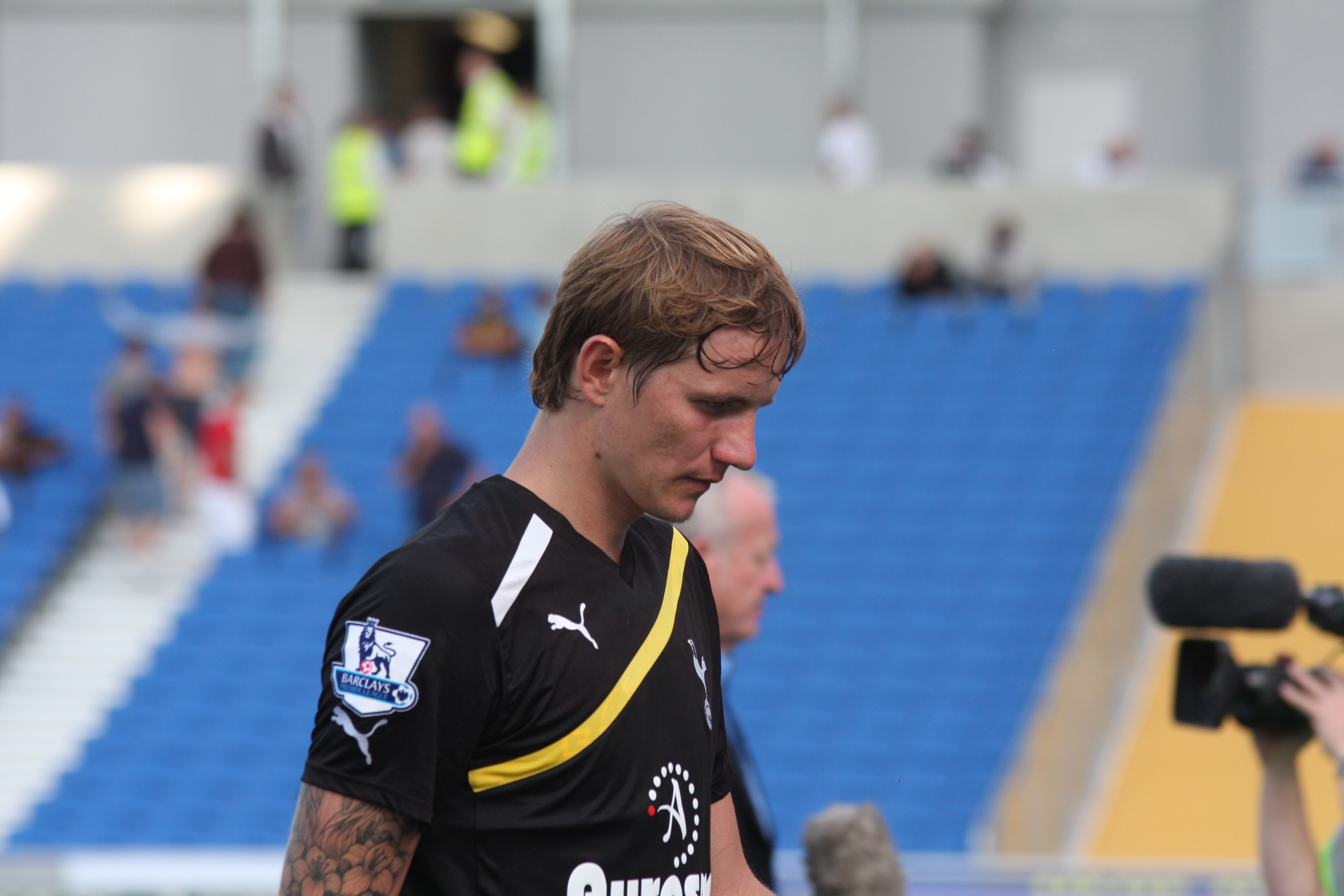
Pavlioutchenko avec Tottenham Hotspur en 2011.

Lors de la saison 2010-2011, il joue beaucoup plus de matchs car Harry Redknapp décide enfin de lui donner sa chance. Il est notamment décisif en Ligue des champions en étant buteur lors du barrage aller contre les Young Boys (3-2) et inscrit deux penalty lors de la deuxième journée de la phase de groupes contre Twente (4-1). Il est également buteur face au champion d'Europe en titre l'Inter Milan à White Hart Lane (3-1). En Premier League, il inscrit 10 buts, étant notamment buteur face à Chelsea (1-1) et marquant un doublé lors de la dernière journée contre Birmingham City (2-1). Roman Pavlioutchenko termine sa saison la plus aboutie avec Tottenham avec un total de 14 buts en 39 apparitions.
Le 18 décembre 2011, il marque l'unique but du match contre Sunderland en Premier League (1-0). Le 7 janvier 2012, il inscrit son dernier but avec Tottenham en FA Cup face à Cheltenham (3-0). Alors que son contrat avec le club venait d'être prolongé d'une année, le 31 janvier 2012 à quelques minutes de la clôture du mercato, Tottenham annonce qu'un accord de transfert a été trouvé avec le Lokomotiv Moscou pour une somme avoisinant les 9 millions d'euros. Pavlioutchenko y signe un contrat de quatre ans, ce qui lui permet d'envisager une fin de carrière dans son pays natal.

#### Fin de carrière en Russie (2012-2018)
Il débute le 3 mars 2012 avec le Lokomotiv Moscou et marque son premier but le 24 mars face au CSKA Moscou (2-0). Au fil des saisons il perd peu à peu sa place de titulaire mais remporte tout de même une Coupe de Russie en 2015.
En juillet 2015, il s'engage avec Kuban Krasnovar qui évolue en première division. À l'issue de la saison, le club est relégué en deuxième division et Pavlioutchenko s'engage en juin 2016 avec Oural lekaterinbourg. En mai 2017, il s'engage avec un club de troisième division, le Ararat Moscou. En 2018, il rejoint le club amateur du Znamia Noguinsk.

### En sélection
Pavlioutchenko est mis sous les feux des projecteurs quand il marque les deux buts de la victoire cruciale de la Russie 2-1 contre l'Angleterre lors des qualifications de l'Euro 2008.
L'entraîneur de la Russie, Guus Hiddink, le sélectionne alors logiquement pour participer à l'Euro 2008. Lors du premier match de la Russie dans cette compétition, il marque un but face à l'Espagne (match perdu 4-1) et ensuite marque lors du match décisif contre la Suède. En quart de finale, il inscrit le premier but du match, lors de la victoire de la Russie 3 à 1 face aux Pays-Bas.
Quatre ans plus tard, il est de nouveau convoqué pour participer à l'Euro 2012 compétition dans laquelle il inscrit un but face à la Tchéquie lors du premier match de poules. 

### Statistiques
| Saison                | Club                  | Championnat           | Championnat | Championnat | Coupe(s) nationale(s) | Coupe(s) nationale(s) | Compétition(s) continentale(s) | Compétition(s) continentale(s) | Compétition(s) continentale(s) | Total | Total |
| Saison                | Club                  | Division              | M.          | B.          | M.                    | B.                    | Comp.                          | M.                             | B.                             | M.    | B.    |
| 1999                  | Dinamo Stavropol      | D2                    | 31          | 11          | 3                     | 0                     | -                              | -                              | -                              | 34    | 11    |
| Sous-total            | Sous-total            | Sous-total            | 31          | 1           | 3                     | 0                     | -                              | -                              | -                              | 34    | 1     |
| 2000                  | Rotor Volgograd       | D1                    | 16          | 5           | 1                     | 1                     | -                              | -                              | -                              | 17    | 6     |
| 2001                  | Rotor Volgograd       | D1                    | 28          | 5           | -                     | -                     | -                              | -                              | -                              | 28    | 5     |
| 2002                  | Rotor Volgograd       | D1                    | 21          | 4           | 1                     | 0                     | -                              | -                              | -                              | 22    | 4     |
| Sous-total            | Sous-total            | Sous-total            | 65          | 14          | 2                     | 1                     | -                              | -                              | -                              | 67    | 15    |
| 2003                  | Spartak Moscou        | D1                    | 27          | 10          | 6                     | 5                     | C3                             | 2                              | 1                              | 35    | 16    |
| 2004                  | Spartak Moscou        | D1                    | 26          | 10          | 3                     | 0                     | CI                             | 5                              | 3                              | 34    | 13    |
| 2005                  | Spartak Moscou        | D1                    | 25          | 11          | 1                     | 1                     | -                              | -                              | -                              | 26    | 12    |
| 2006                  | Spartak Moscou        | D1                    | 27          | 18          | 7                     | 0                     | C1                             | 10                             | 3                              | 44    | 21    |
| 2007                  | Spartak Moscou        | D1                    | 22          | 14          | 3                     | 0                     | C3+C1+C3                       | 2+2+4                          | 0+2+4                          | 33    | 20    |
| 2008                  | Spartak Moscou        | D1                    | 14          | 6           | -                     | -                     | C3                             | 2                              | 1                              | 16    | 7     |
| Sous-total            | Sous-total            | Sous-total            | 141         | 69          | 20                    | 6                     | -                              | 27                             | 14                             | 188   | 89    |
| 2008-2009             | Tottenham Hotspur     | D1                    | 28          | 5           | 8                     | 9                     | -                              | -                              | -                              | 36    | 14    |
| 2009-2010             | Tottenham Hotspur     | D1                    | 16          | 5           | 7                     | 5                     | -                              | -                              | -                              | 23    | 10    |
| 2010-2011             | Tottenham Hotspur     | D1                    | 29          | 10          | 2                     | 0                     | C1                             | 8                              | 4                              | 39    | 14    |
| 2011-2012             | Tottenham Hotspur     | D1                    | 5           | 1           | 3                     | 1                     | C3                             | 6                              | 1                              | 14    | 3     |
| Sous-total            | Sous-total            | Sous-total            | 78          | 21          | 21                    | 15                    | -                              | 14                             | 6                              | 113   | 42    |
| 2011-2012             | Lokomotiv Moscou      | D1                    | 9           | 2           | 1                     | 0                     | -                              | -                              | -                              | 10    | 2     |
| 2012-2013             | Lokomotiv Moscou      | D1                    | 19          | 4           | 1                     | 0                     | -                              | -                              | -                              | 20    | 4     |
| 2013-2014             | Lokomotiv Moscou      | D1                    | 24          | 6           | 1                     | 0                     | -                              | -                              | -                              | 25    | 6     |
| 2014-2015             | Lokomotiv Moscou      | D1                    | 20          | 3           | 2                     | 0                     | C3                             | 1                              | 1                              | 23    | 4     |
| Sous-total            | Sous-total            | Sous-total            | 72          | 15          | 5                     | 0                     | -                              | 1                              | 1                              | 78    | 16    |
| 2015-2016             | Kouban Krasnodar      | D1                    | 10          | 2           | -                     | -                     | -                              | -                              | -                              | 10    | 2     |
| 2016-2017             | Oural Iekaterinbourg  | D1                    | 21          | 4           | 2                     | 0                     | -                              | -                              | -                              | 23    | 4     |
| 2017-2018             | Ararat Moscou         | D3                    | 11          | 9           | 2                     | 0                     | -                              | -                              | -                              | 13    | 9     |
| 2018                  | Znamia Noguinsk       | D4                    | 4           | 4           | -                     | -                     | -                              | -                              | -                              | 4     | 4     |
| Sous-total            | Sous-total            | Sous-total            | 46          | 19          | 4                     | 0                     | -                              | -                              | -                              | 50    | 19    |
| Total sur la carrière | Total sur la carrière | Total sur la carrière | 433         | 139         | 55                    | 22                    | -                              | 42                             | 21                             | 530   | 182   |

## Palmarès

### En club
Spartak Moscou :
- Vainqueur de la Coupe de Russie en 2003.
- Meilleur buteur du Championnat de Russie en 2006 (18 buts en 27 matchs).
- Co-meilleur buteur du Championnat de Russie en 2007 avec Roman Adamov (14 buts en 22 matchs).

 Tottenham Hotspur
- Finaliste de la Coupe de la Ligue anglaise en 2009.

 Lokomotiv Moscou
- Vainqueur de la Coupe de Russie en 2015.

### En sélection
Russie
- Demi-finaliste, membre de l'équipe-type et deuxième meilleur buteur de l'Euro 2008, à égalité avec Hakan Yakin, Semih Şentürk et Lukas Podolski.